# Прикордонне (селище)
Прикордо́нне — селище в Україні, у Сорокинській міській громаді Довжанського району Луганської області. З 2014 року є окупованим.

## Географія
Загальна площа Прикордонного — 0,027 км². Довжина селища Прикордонне з півночі на південь — 2,5 км, зі сходу на захід — 4 км.
Селище розташоване в східній частині Донбасу за 12 км від центру громади Сорокине (автошлях E40) на кордоні з Російською Федерацією. У селищі здійснюється пропуску у двох напрямках Краснодарський—Донецьк та Краснодарський—Нижній Шевирьов.
Географічно належить до степової зони.

## Історія
12 червня 2020 року, відповідно до Розпорядження Кабінету Міністрів України № 717-р «Про визначення адміністративних центрів та затвердження територій територіальних громад Луганської області», увійшло до складу Сорокинської міської громади.
17 липня 2020 року, в результаті адміністративно-територіальної реформи та ліквідації  Сорокинського району, увійшло до складу новоутвореного Довжанського району.
19 вересня 2024 року Верховна Рада підтримала перейменування селища Краснодарський на Прикордонне. 26 вересня 2024 року перейменування набуло чинності.

## Населення
За даними перепису 2001 року населення селища становило 412 осіб, з них 1,21% зазначили рідною мову українську, а 98,79% — російську.

## Соціальна сфера

### Освіта
Загальноосвітні навчальні заклади:
- Краснодарська загальноосвітня школа І-ІІ ступенів № 15 (вул. Центральна, 1)